# Berninabanan
Berninabanan (tyska: Berninabahn) är en europeisk järnvägslinje. Den går mellan kur- och vintersportorten St Moritz (1 775 m.ö.h.) i kantonen Graubünden i Schweiz och Tirano (441 m.ö.h.) i Lombardiet i norra Italien. 
Den 60,7 kilometer långa smalspåriga järnvägen med spårvidden 1 000 mm (meterspår) går genom Berninapasset samt genom 13 tunnlar och över 52 broar och viadukter. Den ingår liksom bland andra Albulabanan i Rhätische Bahns järnvägsnät. Järnvägen drevs från början med 750 V likström men år 1935 ökades spänningen till 1000 V. Den anses som den brantaste friktionsbanan i Schweiz. 
Berninabanan byggdes i etapper och de första två sträckorna mellan  Pontresina och Morteratasch samt mellan Tirano och Poschiavo öppnade 1 juli 1908. Senare samma år förlängdes linjen från Pontresina till Celerina och 1 juli 1909 vidare till St Moritz. Samtidigt öppnade linjen mellan Morteratsch och Bernina Suot. Den sista, och besvärligaste delen mellan Bernina Sout och Poschiavo öppnade 5 juli 1910. År 2008 upptogs järnvägen, tillsammans med Albulabanan som också går till St Moritz, på Unescos världsarvslista som Rhätische Bahn i Albula och Berninas landskap.

## Galleri

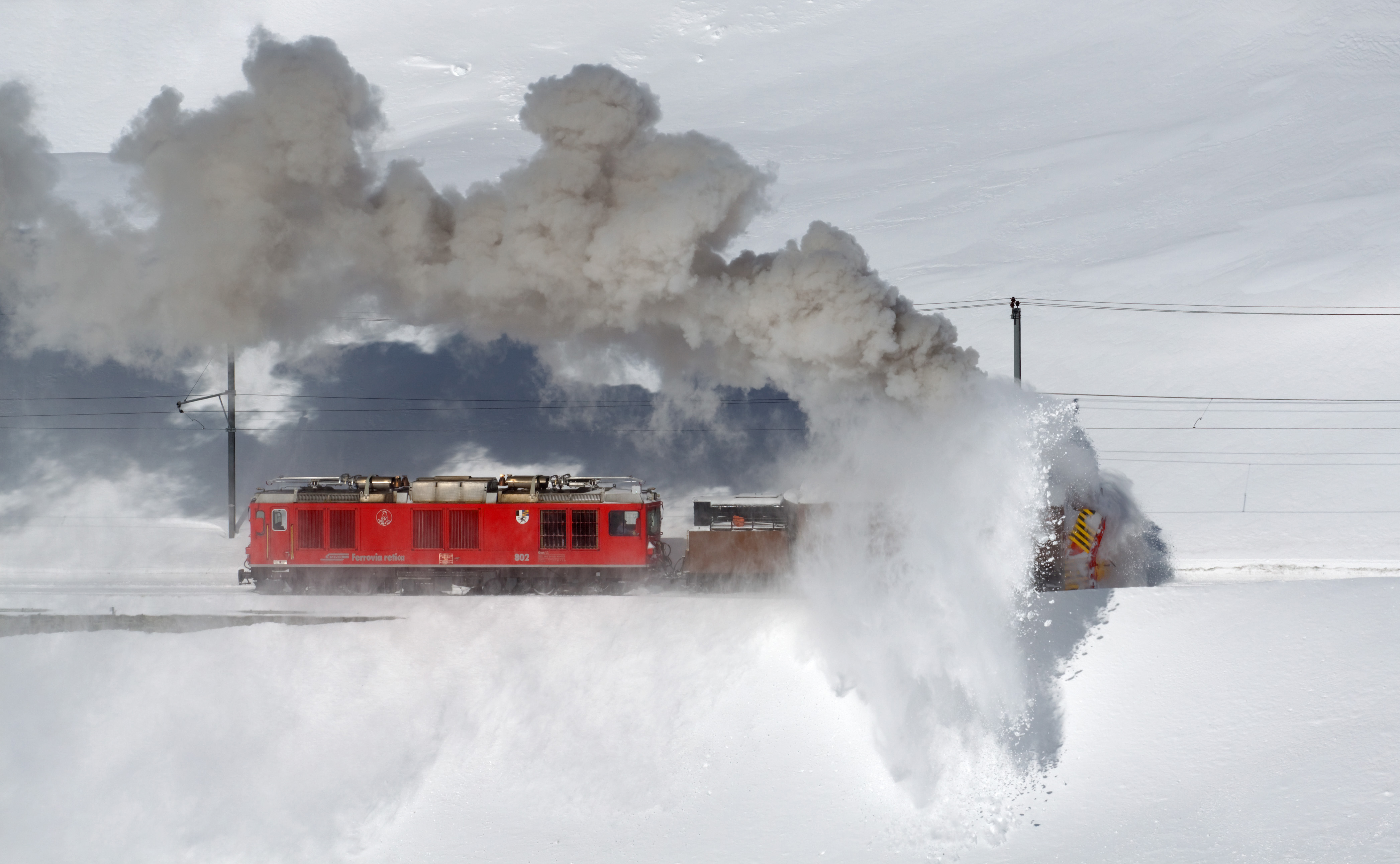
Snöplogning på Berninabanan, februari 2010.
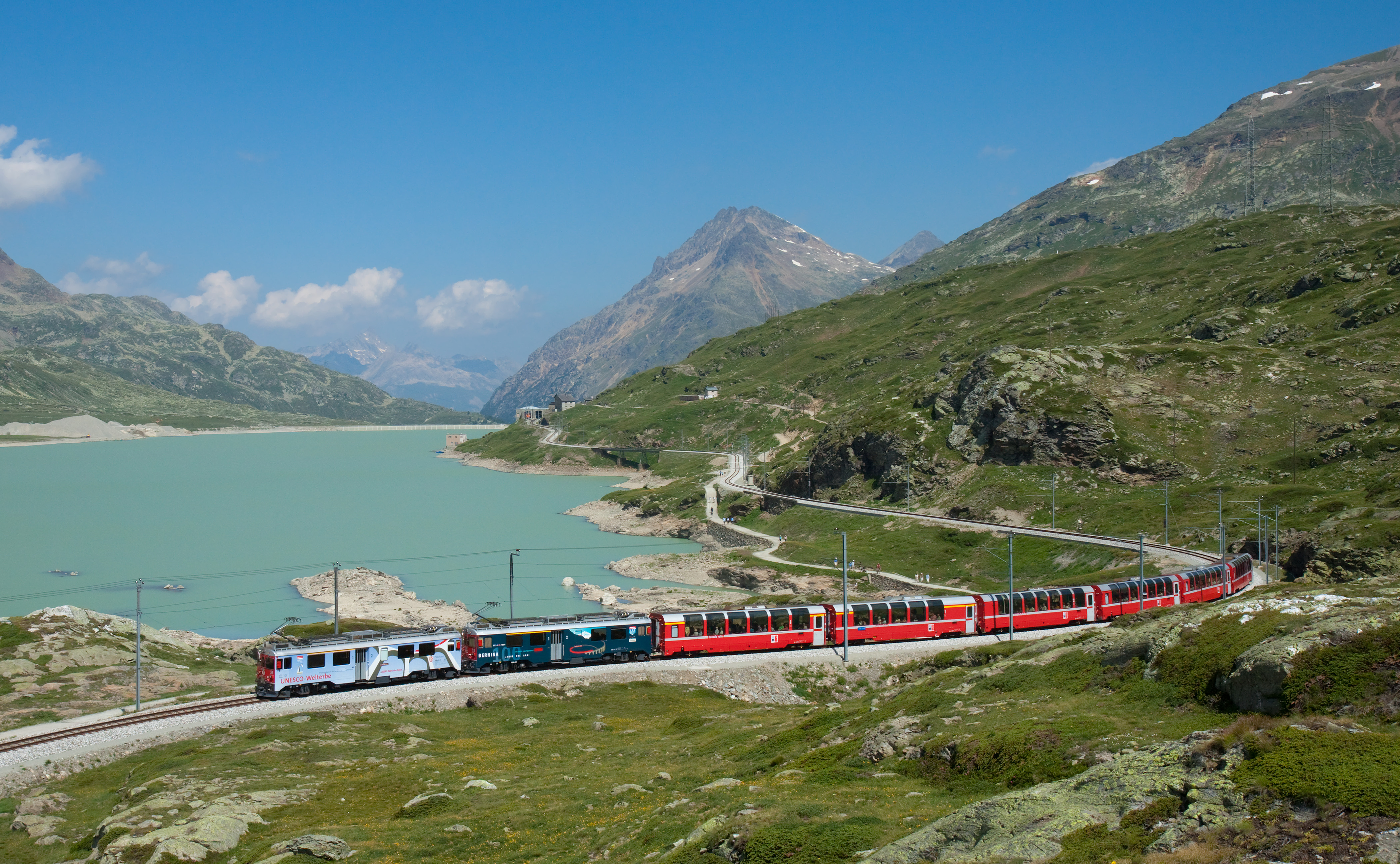
Berninabanan vid Lago Bianco, juli 2010.